# Édouard Jean Etienne Deligny
Édouard Jean Etienne Deligny (* 12. Dezember 1815 in Ballan-Miré (Département Indre-et-Loire); † 1902) war ein französischer Général de division.

## Leben
Er trat 1835 als Leutnant in das 13. leichte Infanterieregiment und diente über 20 Jahre in Algerien, wo er sich sowohl bei den kriegerischen Unternehmungen als in den arabischen Büros auszeichnete. Er wurde 1844 zum Hauptmann, 1848 zum Chef de bataillon, 1852 zum Oberst und 1855 zum Général de brigade befördert.
1859 erhielt er als Général de division den Oberbefehl über die Division von Oran und unterdrückte mehrere Aufstände der Araber. Von Oran wurde er 1869 abberufen, um das Lager von Châlons zu befestigen, und stand 1870 im Deutsch-Französischen Krieg an der Spitze einer Division der Rheinarmee, mit der er in den Schlachten vor Metz kämpfte und Ende Oktober nach der Kapitulation von Metz in deutsche Gefangenschaft geriet.
Er wurde in Münster interniert und schrieb hier die Broschüre 1870. Armée de Metz (Par. n. Brüssel 1870–71), in der er als einer der ersten François-Achille Bazaine die Schuld an dem Unglück der Rheinarmee beimaß. 1873 bis 1879 führte er den Oberbefehl über das 4. Armeekorps in Le Mans. Er wurde darauf zum Generalinspekteur der Armee ernannt, aber 1880 zur Disposition gestellt.
Dieser Artikel basiert auf einem gemeinfreien Text aus Meyers Konversations-Lexikon, 4. Auflage von 1888 bis 1890.
| Personendaten    | Personendaten                           |
| ---------------- | --------------------------------------- |
| NAME             | Deligny, Édouard Jean Etienne           |
| KURZBESCHREIBUNG | französischer General                   |
| GEBURTSDATUM     | 12. Dezember 1815                       |
| GEBURTSORT       | Ballan-Miré, Département Indre-et-Loire |
| STERBEDATUM      | 1902                                    |